# St.-Michael-Kirche (Flensburg-Weiche)
Die St.-Michael-Kirche ist eine ehemalige römisch-katholische Kirche im Flensburger Stadtteil Weiche, die im Jahr 1963/64 am Ochsenweg erbaut wurde, und im Jahr 2006 ins Denkmalbuch eingetragen wurde. Sie ist nicht mit der St.-Michaels-Kirche im angrenzenden Stadtteil Friesischer Berg zu verwechseln. Mit ihrem weithin sichtbaren Turm, an der Zufahrtsstraße nach Weiche, gilt sie als ein Wahrzeichen des Stadtteils Weiche.

## Geschichte
Die Kirche, die aus einem kuppelförmigen Rundbau und einem separaten Glockenturm besteht, entstand 1963/64 nach Entwürfen des Wiesbadener Architekten Paul Johannbroer. Mit ihrer deutlich präsenten Kuppel erinnert sie leicht an die Hagia Sophia. Im Volksmund erhielt die halbkugelförmige Kirche auch den Namen „Halbe Welt“. Die farbigen Betonglasfenster entstanden zeitgleich mit dem Bau der Kirche nach einem Entwurf des Künstlers Johannes Beeck.
Die Kirche wurde offenbar nach dem St. Michael, der auch als Schutzpatron der Deutschen und als Patron der Soldaten bezeichnet wird, benannt. Sie diente primär als katholische Garnisonkirche für die katholischen Wehrpflichtigen der Briesen-Kaserne. Nach der Schließung der Kaserne im Jahr 1997 ging die Anzahl der Kirchenbesucher erheblich zurück. 2005 wurde die Kirche geschlossen und profaniert. Seitdem wird bisher erfolglos ein geeigneter Käufer für den Kirchenbau gesucht. Das Bauwerk scheint trotz seines Denkmalstatus gefährdet. Die Aktionsgemeinschaft Gesunder Stadtteil Weiche wie auch die Untere Denkmalschutzbehörde setzen sich für den Erhalt des Bauwerkes ein. Eine Wiederbelebung als katholisches, evangelisches oder ökumenisches Gotteshaus scheint derzeit (2019) ausgeschlossen.
Im Stadtteil Mürwik befindet sich heute die nächste Garnisonkirche, die Christuskirche am Rande der Marineschule Mürwik.